# Динамо (футбольный клуб, Загреб)
«Ди́намо Загреб» (хорв. Građanski nogometni klub Dinamo Zagreb) — хорватский профессиональный футбольный клуб из Загреба. Основан в 1945 году на основе трёх загребских клубов (расформированных компартией Югославии): «Граджянски», «Конкордии» и ХАШК. Свои матчи проводит на стадионе «Максимир». Клуб является наиболее титулованным клубом Хорватии в период независимости —  25-кратным чемпионом Хорватии, 17-кратным обладателем Кубка Хорватии и 8-кратным обладателем Суперкубка Хорватии. Клуб всю свою историю провёл в высшем дивизионе, ещё будучи участником Первой лиги Югославии с 1946 по 1991 год, с 1992 года выступает в Высшем дивизионе Хорватии.
«Динамо» пробился в Первую лигу Югославии в сезоне 1946/47 и финишировал вторым. В следующем сезоне «Динамо» завершил чемпионат на первом месте — это первый крупный трофей для клуба. Потом «Динамо» выиграл 7 чемпионатов Югославии и 3 Кубка Югославии, прежде чем покинул чемпионат Югославии в 1991 году из-за распада Югославии. Загребское «Динамо» — единственный футбольный клуб в Хорватии, который имеет европейское золото, полученное на Кубке ярмарок 1966/1967, обыграв в финале «Лидс Юнайтед», со счётом 2:0 в двух матчах. Клуб также выигрывал серебро в 1963 году, проиграв «Валенсии» в финале со счётом 1:2.

## Названия
- 1945—1991 год — «Динамо»
- 1991—1993 год — «ХАШК Граджянски»
- 1993—2000 год — «Кроация»
- 2000—н. в. — «Динамо».

## История

### Происхождение и ранние годы (1945—1966)
Сразу после Второй мировой войны три наиболее успешных загребских клуба (ХАШК, «Граджянски» и «Конкордия») расформировали по указу коммунистических властей в мае 1945 года. Их заменило новое спортивное общество, которое называлось ФД «Динамо» (хорватский: Fiskulturno drustvo Dinamo), оно было основано 9 июня 1945 года. Новый клуб унаследовал цвета «Граджянски» и их фанатов, причём большая часть игроков «Граджянски» продолжили карьеру в «Динамо». В первые года клуб играл свои домашние матчи на стадионе «Кутурашка», но вскоре переехал на стадион ХАШК, «Максимир». Первым тренером «Динамо» стал венгерский специалист Мартон Букови. Наиболее известные игроки, присоединившиеся к «Динамо» из «Граджянски»: Август Лесник, Мирко Кокотович и Франьо Вёлфл. Из ХАШК в клуб пришли Ратко Кациян и Желько Чайковски.
После его образования клуб вступил в Первую лигу Югославии, в сезоне 1946/47. В этом сезоне «Динамо» заняло второе место, отстав от чемпиона («Партизан» (Белград)) на 5 очков. Уже в следующем сезоне «Динамо» выиграло чемпионат, обогнав на 5 очков, «Хайдук» (Сплит) и «Партизан». В сезоне 1951 года клуб занял второе место в лиге, но выиграл свой первый Кубок Югославии, обыграв в финале «Войводину» со счётом 4:0, по сумме двух встреч. Позже «Динамо» завоевало ещё три Кубка Югославии (в 1960, 1963 и 1965) и выиграло два чемпионата Югославии (в 1953/54 и 1957/58). Также клуб 3 раза занимал 2-е места в чемпионате Югославии (в 1950, 1964 и 1966). Дебют «Динамо» на европейских соревнования случился на четвёртом розыгрыше Кубка европейских чемпионов, против чехословацкой «Дуклы», где команда проиграла с общим счётом 3:4 (2:2, 1:2). На Кубке обладателей кубков УЕФА 1960/1961 «Динамо» достигло значительного успеха, дойдя до 1/2 финала, где проиграло итальянской «Фиорентине», с общим счетом 2:4 в 2-х матчах. В Кубке ярмарок 1961/1962 «Динамо» дошло до 2 раунда, где проиграло испанской «Барселоне», в двух матчах со счётом 3:7 (1:5, 2:2). Тем не менее, в Кубке ярмарок 1962/1963 «Динамо» удалось выйти в финал, но там команда проиграла «Валенсии» в двух матчах со счётом 1:4 (1:2, 0:2). На этом турнире «Динамо» запомнилось не только выходом в финал, но и тем, что в четвертьфинале обыграло немецкую «Баварию». В следующем сезоне «Динамо» участвовало в Кубке обладателей кубков УЕФА 1963/1964 и там команда дошла до второго раунда, проиграв шотландскому «Селтику», в двух матчах со счётом 2:4 (0:3, 2:1). В это время большое количество игроков из «Динамо» выступало за сборную Югославию, такие как Желько Чайковски, Златко Шкорич, Краснодар Рора, Дражен Еркович, Иван Хорват, Славен Замбата и Рудольф Белин.

### Кубок ярмарок 1966/1967

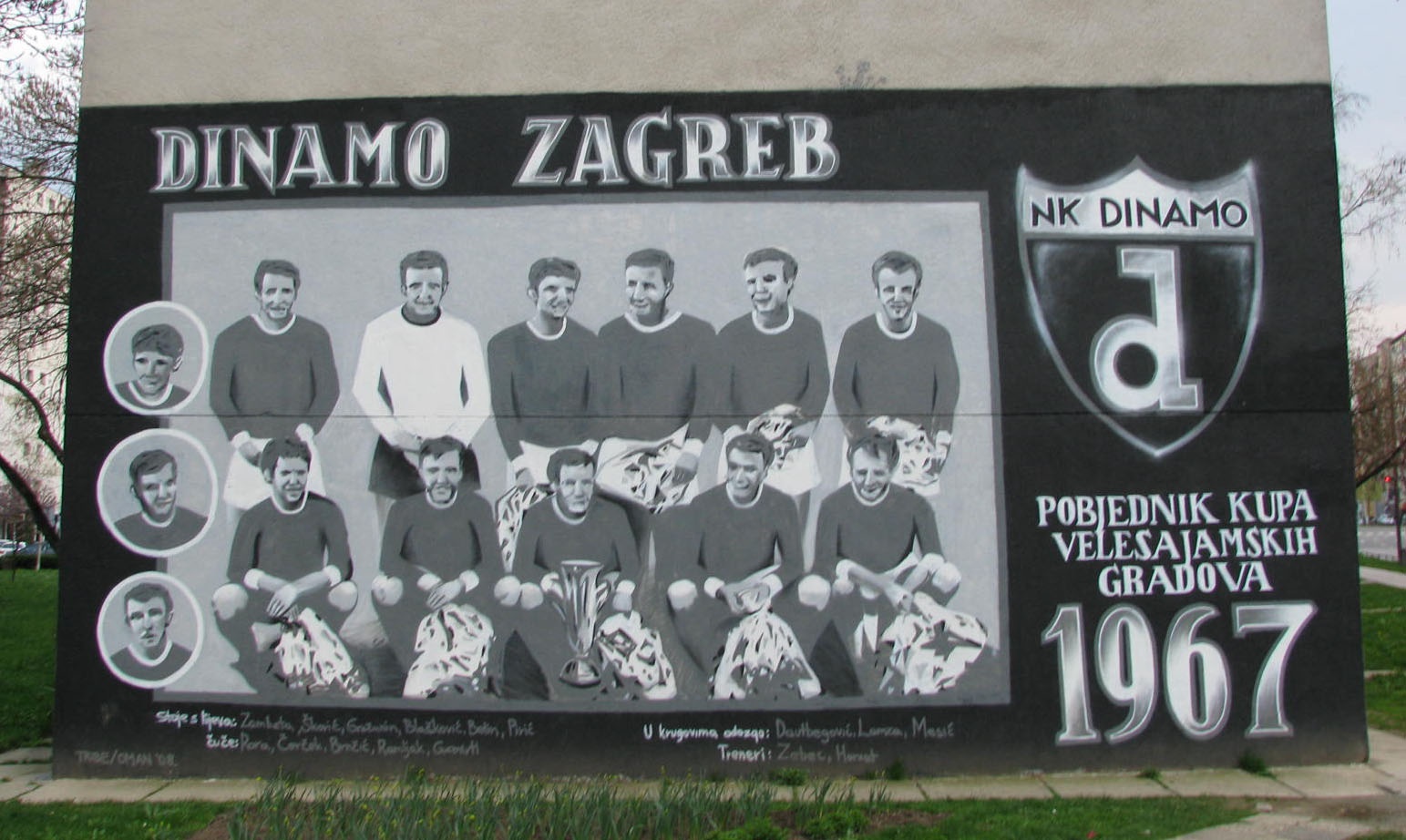
Граффити, посвященное победе «Динамо» на Кубке ярмарок 1966/1967

На Кубке ярмарок 1966/1967 начали своё участие три югославских клуба («Динамо» Загреб, «Црвена Звезда» и «Олимпия» (Любляна)). «Олимпия» была выбита в первом раунде венгерским «Ференцварошем», «Црвена Звезда» была выбита «Барселоной», а «Динамо» продолжало борьбу и добилось того, чтобы вписало себя в историю как первый югославский клуб, который выиграл европейский турнир. В первом туре «Динамо» играло против чехословацкого «Спартака» из города Брно, 2 матча завершились с общим счётом 2:2, после чего бросили монетку, чтобы определить кто проходит в следующий раунд. Но сразу после того, как судья бросил монетку, игроки «Динамо», без проверки, начали подпрыгивать и радоваться. «Динамо» прошло в следующий раунд, но до сих пор осталось неизвестным, что определила монетка. Во втором туре соперником «Динамо» стал шотландский «Данфермлин Атлетик». Впервые в Кубке действовало правило гола, забитого на чужом поле, это и помогло «Динамо» пройти в третий раунд, так как 1-й матч команда провела в Шотландии и там хозяева победили со счётом 4-2, а второй матч, в Югославии, завершился победой хозяев со счётом 2:0. В третьем раунде «Динамо» обыграло румынский «Динамо» (Питешти), в двух матчах со счётом 1:0 (1:0, 0:0). В четвертьфинале и полуфинале были обыграны итальянский «Ювентус» и немецкий «Айнтрахт» (Франкфурт-на-Майне) соответственно. В финале «Динамо» играло против английского «Лидс Юнайтед». Первый матч «Динамо» выиграло со счётом 2-0 на домашнем стадионе в присутствии 33000 зрителей. Второй матч проводился на стадионе «Элланд Роуд», матч окончился со счётом 0-0, что позволило «Динамо» выиграть первый европейский турнир.

### Успешный период (1967—1990)
«Динамо» выиграло пятый Кубок Югославии в 1969 и дошло до четвертьфинала Кубка обладателей кубков УЕФА 1969/1970. На протяжении всех 70-х годов XX века «Динамо» не завоевало ни одного трофея. Клуб принял участие в трёх розыгрышах Кубка ярмарок. «Динамо» приняло участие в самом первом розыгрыше Кубка УЕФА и, дойдя до второго раунда, проиграло австрийскому «Рапиду» по правилу гола на выезде. Клуб выступил в Кубке УЕФА семь раз (в 1976, 1977, 1979, 1988, 1989, 1990 и 1992), но у клуба не получалось достичь того успеха, которого он достиг в 1960-х годах. Наконец, в начале 1980-х, «Динамо» выиграло свой шестой Кубок Югославии, победив в финале «Црвену Звезду», со счётом 2:1 по сумме двух матчей. «Динамо» квалифицировалось на Кубок обладателей кубков УЕФА 1980/1981, но проиграло уже в первом раунде португальской «Бенфике», со счётом 0:2 (0:0, 0:2) в двух матчах. В 1982 году «Динамо» выиграло четвёртый чемпионат Югославии. В 1983 году «Динамо» выиграло свой седьмой Кубок Югославии, он же стал последним выигранным трофеем «Динамо» за время существования Югославии. На Кубке европейских чемпионов 1982/1983 другой португальский клуб прервал дорогу «Динамо» вверх, им стал лиссабонский «Спортинг», в двух матчах со счётом 1:3 (1:0, 0:3). На Кубке обладателей кубков УЕФА 1983/1984 «Динамо» снова проиграло португальскому клубу, будущему победителю этого турнира — «Порту», со счётом 2:2 (2:1, 0:1) в двух матчах. Клуб не имел никакого успеха во второй половине 1980-х годов, за исключением двух подряд вторых мест в чемпионате Югославии в 1989 и 1990 годах.

### 1990-е и эпоха «Динамо» в Хорватии
После того как Югославия распалась, «Динамо» принимало участие в создании Хорватской футбольной лиги и сыграло в начальном сезоне, в 1992 году. В этом же году клуб изменил своё название на «ХАШК Граджянски», но уже через год название клуба было переименовано на «Кроация» Загреб. Изменение названия было воспринято как политический шаг со стороны руководства, с целью дистанцирования всей страны от своего коммунистического прошлого. Клуб был обратно переименован в «Динамо» 14 февраля 2000 года. Как «Кроация» Загреб, клуб выиграл шесть чемпионатов Хорватии, пять из которых подряд с 1996 по 2000 год. Кроме этого, было выиграно четыре Кубка Хорватии.
В конце 1990-х годов клуб два сезона подряд квалифицировался в группу Лиги чемпионов УЕФА. В сезоне 1998/1999 «Динамо» было в группе с «Аяксом», «Олимпиакосом» и «Порту». После разочаровывающих первых трёх матчей, в которых им удалось сыграть дома вничью с «Аяксом» и проиграть на выездных матчах «Олимпиакосу» и «Порту», они показали хорошие результаты в оставшихся трёх матчах, обыграв «Порту» дома, проиграв «Аяксу» в гостях и сыграв вничью с «Олимпиакосом» дома. Но команда не смогла выйти в четвертьфинал, так как заняла второе место, после «Олимпиакоса». В сезоне 1999/2000, «Динамо» было в группе с предыдущим обладателем Кубка чемпионов — «Манчестер Юнайтед», а также с «Олимпиком» и «Штурмом», «Динамо» удалось занять лишь четвёртое место в группе с двумя ничьими и одной победой. Им удалось сыграть в безголевую ничью с «Манчестер Юнайтед» на «Олд Траффорд» в первом матче сезона. Клуб также соревновался в двух подряд розыгрышах Кубка УЕФА. В 1996 году «Динамо» было выбито во втором раунде российским «Спартаком». А в 1998 году «Динамо»  добралось до третьего раунда, но проиграло мадридскому «Атлетико» со счётом 1:2 по сумме двух матчей.

### 2000—н.в.
Клуб впоследствии пять раз принимал участие в третьем квалификационном раунде Лиги чемпионов, в 2000, 2003, 2006, 2007 и 2008 годах. Однако «Динамо» играло против «Милана», «Динамо» (Киев), «Арсенала», «Вердера» и донецкого «Шахтёра» и не выиграло ни одного матча, проиграв 1-6 по сумме двух матчей «Милану», 1-5 по сумме двух матчей «Динамо», «Шахтёру» и «Арсеналу», и 3-5 по сумме двух матчей «Вердеру». После отборочных туров формат изменился, в 2009 «Динамо» не смогло пробиться в плей-офф, проиграв 2-3 по сумме двух матчей «Ред Буллу» (Зальцбург). В Кубке УЕФА «Динамо» достигало группового этапа в сезоне 2004/2005, 2007/2008 и 2008/2009, но не смогло обеспечить выход в плей-офф. Кубок УЕФА сменился на Лигу Европы, и «Динамо» удалось получить право выступать на групповом этапе первого розыгрыша Лиги Европы, после победы над шотландским «Харт оф Мидлотиан», со счётом 4-2 по сумме двух встреч. Во внутренних соревнованиях клуб обеспечил себе пять чемпионских титулов в чемпионате и выиграл шесть Кубков Хорватии. Клуб также выиграл четыре Суперкубка. Клуб подготовил много футбольных талантов, которые представляли Хорватию на международном уровне в 2000-х годах. Наиболее знаменитые из них Лука Модрич, Эдуардо, Ведран Чорлука, Нико Кранчар и Томислав Бутина.
«Динамо» снова участвовало в Лиге Европы УЕФА 2010/11, заняв третье место в группе D, за ПАОКом и «Вильярреалом» и перед «Брюгге». В следующем сезоне «Динамо» удалось выйти в групповой этап и в Лиге чемпионов УЕФА 2011/12. «Динамо» попало в группу D с «Реал Мадридом», «Лионом» и «Аяксом» и заняло последнее место в группе, забив 3 гола при 22-х пропущенных, что является худшим показателем за всю историю Лиги чемпионов. «Динамо» проиграло все свои матчи — «Реал» (0:1 дома, 6:2 в гостях), «Лион» (1:7 дома, 2:0 в гостях) и «Аякс» (0:2 дома, 4:0 в гостях).
В сезоне 2012/2013, «Динамо» вновь удалось квалифицироваться в групповой этап Лиги чемпионов, где «Динамо» попало в группу А вместе с «Порту», «Динамо» (Киев) и ПСЖ. Загребская команда не смогла пройти в следующий этап, набрав только 1 очко. В следующих двух сезонах «Динамо» участвовало в групповом этапе Лиги Европы без особых успехов.
Снова квалифицироваться в групповой этап Лиги чемпионов у «Динамо»  получилось в 2015 году, где загребский клуб заработал 3 очка за победу над лондонским «Арсенал».
Еврокубковый сезон 2016/2017 для загреба стал опять таки без победным в Лиге Чемпионов 2016/17 команда не забила ни одного гола и не набрала не одного очка на групповой стадии заняв последнее место в Группе H.
В сезоне 2017/2018 «Динамо» впервые за последние десять лет не удалось выйти в групповой этап соревнований УЕФА. Команда проиграла албанскому «Скендербеу» в плей-офф Лиги Европы. Но в следующем сезоне «Динамо» квалифицировалось в групповой этап Лиги Европы и заняло первое место в группе D. Их соперниками были «Фенербахче», «Андерлехт» и словацкий «Спартак».
В июне 2020 года загребский клуб в очередной раз отпраздновал чемпионство, которое стало для «Динамо» 14-м в течение 15-и последних лет.

## Собственники и финансирование
«Динамо» Загреб является зарегистрированным юридическим лицом, точнее некоммерческой организацией. В отличие от футбольных клубов, организованных как общества с ограниченной ответственностью, «Динамо» не эмитирует акции, и, согласно хорватскому закону об объединениях граждан, не платит налог на прибыль. Таким образом, клуб обязан обеспечить публично доступное членство. Каждый дееспособный член корпорации имеет равные права в процессах волеизъявления, например, на выборах представителей в руководство клуба.
Члены инициативы «Zajedno za Dinamo» (рус. Вместе за «Динамо»), состоящей из болельщиков «Динамо» Загреб, утверждали, что клуб был тайно приватизирован его исполнительным президентом, Здравко Мамичем, и что «Динамо» функционирует как явно незаконное объединение граждан. Впоследствии налоговые льготы, предоставленные клубу конституционным законом, попали под сильный шквал критики, особенно в свете прибыльных трансферов клуба, состоявшихся в начале 2000-х годов. Романа Эйбл, журналист Jutarnji list, утверждал, что в этот период клуб имел целых 1,36 млрд кун необлагаемого налогом дохода, частично это было обусловлено продажей игроков по завышенным ценам, а примерно 360 млн кун были получены из государственного бюджета. Бывший директор клуба, Дамир Врбанович, утверждал, что трансферы не являются долгосрочным источником доходов для клуба и что поэтому клуб оправданно остаётся некоммерческой организацией.
Несмотря на всю критику, Мамич удостоился похвалы за организацию некоторых беспрецедентных и самых прибыльных трансферов хорватских игроков в ведущие европейские клубы. К ним относятся трансферы Бошко Балабана в «Астон Виллу» за € 7,8 млн в 2001 году, Эдуардо в «Арсенал» за € 13,5 млн и Ведрана Чорлуки в «Манчестер Сити» за € 13 млн в 2007 году, Луки Модрича в «Тоттенхэм Хотспур» за € 21 млн.  в 2008 году, Деяна Ловрена в «Олимпик Лион» за € 8 млн.  и Марио Манджукича в «Вольфсбург» за € 7 млн.  в 2010 году и 18-летнего Матео Ковачича в «Интернационале» за € 11 млн.  в 2013 году.

## Ультрас
Известная фанатская группировка «Bad Blue Boys» (BBB) была основана 17 марта 1986 года. Символ BBB — бульдог, цвет — синий. Официальный гимн организации — песня Dinamo ja volim («Я люблю Динамо»), исполненная хорватской поп-рок-группой Pips, Chips & Videoclips.
BBB издают журналы (фэнзины), посвящённые клубу и субкультуре ультрас. Первый, ныне не существующий, носил название Ajmo plavi («Вперёд, синие»), а второй, начавший выходить в 2006 году, называется Dinamov sjever («Динамовский Север»).
Наиболее активная часть ультрас «Динамо», в основном молодёжь, базируется на северной трибуне стадиона «Максимир», более возрастные члены BBB располагаются на восточной трибуне. Друзья: «Шибеник» («Šibenski Funcuti»), «Широки-Бриег» («Škripari»), «Панатинаикос», «Динамо (Киев)», «Динамо (Тбилиси)», «Левски (София)», «Рома». Враги: «Хайдук (Сплит)» (матчи с которым называются Вечным дерби), «Риека», «Осиек», «Црвена Звезда» (матчи с которым называются Югославским дерби), «Партизан (Белград)», «Сараево», «Железничар (Сараево)», «Спарта (Прага)», ЦСКА (София), «Легия (Варшава)».

## Достижения

### Национальные
- Чемпионат Югославии
  - Чемпион (4): 1947/48, 1953/54, 1957/58, 1981/82
  - Вице-чемпион (11): 1946/47, 1951, 1959/60, 1962/63, 1965/66, 1966/67, 1968/69, 1976/77, 1978/79, 1989/90, 1990/91
  - Бронзовый призёр (7): 1954/55, 1961/62, 1963/64, 1967/68, 1970/71, 1975/76, 1982/83
- Чемпионат Хорватии
  - Чемпион (25): 1992/93, 1995/96, 1996/97, 1997/98, 1998/99, 1999/00, 2002/03, 2005/06, 2006/07, 2007/08, 2008/09, 2009/10, 2010/11, 2011/12, 2012/13, 2013/14, 2014/15, 2015/16, 2017/18, 2018/19, 2019/20, 2020/21, 2021/22, 2022/23, 2023/24
  - Вице-чемпион (5): 1994/95, 2000/01, 2003/04, 2016/17, 2024/25
  - Бронзовый призёр (2): 1993/94, 2001/02
- Кубок Югославии
  - Победитель (7): 1951, 1959/60, 1962/63, 1964/65, 1968/69, 1979/80, 1982/83
  - Финалист (8): 1950, 1963/64, 1965/66, 1971/72, 1975/76, 1981/82, 1984/85, 1985/86
- Кубок Хорватии
  - Победитель (17): 1993/94, 1995/96, 1997, 1997/98, 2000/01, 2001/02, 2003/04, 2006/07, 2007/08, 2008/09, 2010/11, 2011/12, 2014/15, 2015/16, 2017/18, 2020/21, 2023/24
  - Финалист (6): 1992, 1992/93, 1994/95, 1999/00, 2013/14, 2016/17
- Суперкубок Хорватии
  - Победитель (6): 2002, 2003, 2006, 2010, 2013, 2019, 2022

### Международные
- Кубок ярмарок
  - Обладатель: 1966/67
  - Финалист: 1962/63
- Балканский кубок
  - Победитель: 1976

## «Динамо» в еврокубках
| Сезон   | Турнир              | Раунд | Соперник                 | Дома | В гостях   | Общий счёт     |
| ------- | ------------------- | ----- | ------------------------ | ---- | ---------- | -------------- |
| 2000-01 | Лига чемпионов УЕФА | КР3   | «Милан»                  | 0-3  | 1-3        | 1-6            |
| 2000-01 | Кубок УЕФА          | Р1    | «Слован» (Братислава)    | 1-1  | 3-0        | 4-1            |
| 2000-01 | Кубок УЕФА          | Р1    | «Парма»                  | 1-0  | 0-2        | 1-2            |
| 2001-02 | Кубок УЕФА          | КР    | «Флора»                  | 1-0  | 1-0        | 2-0            |
| 2001-02 | Кубок УЕФА          | Р1    | «Маккаби» (Тель-Авив)    | 2-2  | 1-1        | 3-3 (г)        |
| 2002-03 | Кубок УЕФА          | Р1    | «Залаэгерсег»            | 6-0  | 3-1        | 9-1            |
| 2002-03 | Кубок УЕФА          | Р2    | «Фулхэм»                 | 0-3  | 1-2        | 1-5            |
| 2003-04 | Лига чемпионов УЕФА | КР2   | «Марибор»                | 2-1  | 1-1        | 3-2            |
| 2003-04 | Лига чемпионов УЕФА | КР3   | «Динамо» (Киев)          | 0-2  | 1-3        | 1-5            |
| 2003-04 | Кубок УЕФА          | Р1    | МТК                      | 3-1  | 0-0        | 3-1            |
| 2003-04 | Кубок УЕФА          | Р2    | «Днепр» (Днепропетровск) | 0-2  | 1-1        | 1-3            |
| 2004-05 | Кубок УЕФА          | КР2   | «Приморье»               | 4-0  | 0-2        | 4-2            |
| 2004-05 | Кубок УЕФА          | Р1    | «Эльфсборг»              | 2-0  | 0-0        | 2-0            |
| 2004-05 | Кубок УЕФА          | ГР    | «Беверен»                | 6-1  | -          | -              |
| 2004-05 | Кубок УЕФА          | ГР    | «Бенфика» (Лиссабон)     | -    | 0-2        | -              |
| 2004-05 | Кубок УЕФА          | ГР    | «Херенвен»               | 2-2  | -          | -              |
| 2004-05 | Кубок УЕФА          | ГР    | «Штутгарт»               | -    | 1-2        | -              |
| 2006-07 | Лига чемпионов УЕФА | КР2   | «Экранас»                | 5-2  | 4-1        | 9-3            |
| 2006-07 | Лига чемпионов УЕФА | КР3   | «Арсенал»                | 0-3  | 1-2        | 1-5            |
| 2006-07 | Кубок УЕФА          | Р1    | «Осер»                   | 1-2  | 1-3        | 2-5            |
| 2007-08 | Лига чемпионов УЕФА | КР1   | «Хазар-Ленкорань»        | 3-1  | 1-1        | 4-2            |
| 2007-08 | Лига чемпионов УЕФА | КР2   | «Домжале»                | 3-1  | 2-1        | 5-2            |
| 2007-08 | Лига чемпионов УЕФА | КР3   | «Вердер»                 | 2-3  | 1-2        | 3-5            |
| 2007-08 | Кубок УЕФА          | Р1    | «Аякс»                   | 0-1  | 3-2        | 3-3 (г)        |
| 2007-08 | Кубок УЕФА          | ГР    | «Базель»                 | 0-0  | -          | -              |
| 2007-08 | Кубок УЕФА          | ГР    | «Бранн»                  | -    | 1-2        | -              |
| 2007-08 | Кубок УЕФА          | ГР    | Гамбург"                 | 0-2  | -          | -              |
| 2007-08 | Кубок УЕФА          | ГР    | «Ренн»                   | -    | 1-1        | -              |
| 2008-09 | Лига чемпионов УЕФА | КР1   | «Линфилд»                | 1-1  | 2-0        | 3-1            |
| 2008-09 | Лига чемпионов УЕФА | КР2   | «Домжале»                | 3-2  | 3-0        | 6-2            |
| 2008-09 | Лига чемпионов УЕФА | КР3   | «Шахтёр» (Донецк)        | 1-3  | 0-2        | 1-5            |
| 2008-09 | Кубок УЕФА          | Р1    | «Спарта» (Прага)         | 0-0  | 3-3        | 3-3 (г)        |
| 2008-09 | Кубок УЕФА          | ГР    | НЕК                      | 3-2  | -          | -              |
| 2008-09 | Кубок УЕФА          | ГР    | «Тоттенхэм Хотспур»      | -    | 0-4        | -              |
| 2008-09 | Кубок УЕФА          | ГР    | «Спартак» (Москва)       | 0-1  | -          | -              |
| 2008-09 | Кубок УЕФА          | ГР    | «Удинезе»                | -    | 1-2        | -              |
| 2009-10 | Лига чемпионов УЕФА | КР2   | «Пюник»                  | 3-0  | 0-0        | 3-0            |
| 2009-10 | Лига чемпионов УЕФА | КР3   | «Ред Булл» (Зальцбург)   | 1-2  | 1-1        | 2-3            |
| 2009-10 | Лига Европы         | ПО    | «Харт оф Мидлотиан»      | 4-0  | 0-2        | 4-2            |
| 2009-10 | Лига Европы         | ГР    | «Андерлехт»              | 0-2  | 1-0        | -              |
| 2009-10 | Лига Европы         | ГР    | «Тимишоара»              | 1-2  | 3-0        | -              |
| 2009-10 | Лига Европы         | ГР    | «Аякс»                   | 0-2  | 1-2        | -              |
| 2010-11 | Лига чемпионов УЕФА | КР2   | «Копер»                  | 5-1  | 0-3        | 5-4            |
| 2010-11 | Лига чемпионов УЕФА | КР3   | «Шериф»                  | 1-1  | 1-1        | 2-2 (пен. 5-6) |
| 2010-11 | Лига Европы         | ПО    | «Дьёр»                   | 2-0  | 2-1        | 4-1            |
| 2010-11 | Лига Европы         | ГР    | «Вильярреал»             | 2-0  | 0-3        | -              |
| 2010-11 | Лига Европы         | ГР    | ПАОК                     | 0-1  | 0-1        | -              |
| 2010-11 | Лига Европы         | ГР    | «Брюгге»                 | 0-0  | 2-0        | -              |
| 2018-19 | Лига чемпионов УЕФА | КР2   | «Хапоэль» (Беэр-Шева)    | 5-0  | 2-2        | 7-2            |
| 2018-19 | Лига чемпионов УЕФА | КР3   | «Астана»                 | 1-0  | 2-0        | 3-0            |
| 2018-19 | Лига чемпионов УЕФА | ПО    | «Янг Бойз»               | 1-2  | 1-1        | 2-3            |
| 2018-19 | Лига Европы         | ГР    | «Фенербахче»             | 4-1  | 0-0        | -              |
| 2018-19 | Лига Европы         | ГР    | «Андерлехт»              | 0-0  | 2-0        | -              |
| 2018-19 | Лига Европы         | ГР    | «Спартак» (Трнава)       | 3-1  | 2-1        | -              |
| 2018-19 | Лига Европы         | 1/16  | Виктория                 | 3-0  | 1-2        | 4-2            |
| 2018-19 | Лига Европы         | 1/8   | «Бенфика»                | 1-0  | 0-3        | 1-3            |
| 2019-20 | Лига чемпионов УЕФА | КР2   | «Сабуртало»              | 3-0  | 2-0        | 5-0            |
| 2019-20 | Лига чемпионов УЕФА | КР3   | «Ференцварош»            | 1-1  | 4-0        | 5-1            |
| 2019-20 | Лига чемпионов УЕФА | ПО    | «Русенборг»              | 2-0  | 1-1        | 3-1            |
| 2019-20 | Лига чемпионов УЕФА | ГР    | «Аталанта»               | 4-0  | 0-2        | -              |
| 2019-20 | Лига чемпионов УЕФА | ГР    | «Манчестер Сити»         | 1-4  | 0-2        | -              |
| 2019-20 | Лига чемпионов УЕФА | ГР    | «Шахтёр» (Донецк)        | 3-3  | 2-2        | -              |
| 2020-21 | Лига чемпионов УЕФА | КР2   | «ЧФР»                    | -    | 2-2 (д.в.) | пен. 6-5       |
| 2020-21 | Лига чемпионов УЕФА | КР3   | «Ференцварош»            | -    | 1-2        | -              |
| 2020-21 | Лига Европы         | ПО    | «Флора»                  | 3-1  | -          | -              |
| 2020-21 | Лига Европы         | ГР    | «Вольфсберг»             | 1-0  | 3-0        | -              |
| 2020-21 | Лига Европы         | ГР    | «Фейеноорд»              | 0-0  | 2-0        | -              |
| 2020-21 | Лига Европы         | ГР    | ЦСКА (Москва)            | 3-1  | 0-0        | -              |
| 2020-21 | Лига Европы         | 1/16  | «Краснодар»              | 3-2  | 1-0        | 4-2            |
| 2020-21 | Лига Европы         | 1/8   | «Тоттенхэм Хотспур»      | 0-2  | 3-0        | 3-2 (д.в.)     |
| 2020-21 | Лига Европы         | 1/4   | «Вильярреал»             | 0-1  | 1-2        | 1-3            |
| 2021-22 | Лига чемпионов УЕФА | КР1   | «Валюр»                  | 3-2  | 2-0        | 5-2            |
| 2021-22 | Лига чемпионов УЕФА | КР2   | «Омония»                 | 2-0  | 1-0        | 3-0            |
| 2021-22 | Лига чемпионов УЕФА | КР3   | «Легия»                  | 1-1  | 1-0        | 2-1            |
| 2021-22 | Лига чемпионов УЕФА | ПО    | «Шериф»                  | 0-0  | 0-3        | 0-3            |
| 2021-22 | Лига Европы         | ГР    | «Вест Хэм Юнайтед»       | 0-2  | 1-0        | -              |
| 2021-22 | Лига Европы         | ГР    | «Генк»                   | 1-1  | 3-0        | -              |
| 2021-22 | Лига Европы         | ГР    | «Рапид» (Вена)           | 3-1  | 1-2        | -              |
| 2021-22 | Лига Европы         | СМ    | «Севилья»                |      |            |                |

КР(1,2,3) = Квалиф. раунд (1,2,3); Р(1,2) = Раунд (1,2); ПО = Плей-Офф; ГР = Групповой раунд.
| Сезон   | Турнир         | Раунд    | Соперник              | 1 матч | 2 матч |
| ------- | -------------- | -------- | --------------------- | ------ | ------ |
| 2011/12 | Лига чемпионов | 2Q       | «Нефтчи» Баку         | 3 : 0  | 0 : 0  |
|         |                | 3Q       | ХИК, Хельсинки        | 2 : 1  | 1 : 0  |
|         |                | Плей-офф | «Мальмё» Мальмё       | 4 : 1  | 0 : 2  |
|         |                | Группа D | «Реал Мадрид», Мадрид | 0 : 1  |        |
|         |                |          | «Олимпик Лион», Лион  |        | 0 : 2  |
|         |                |          | «Аякс», Амстердам     | 0 : 2  |        |
|         |                |          | «Аякс», Амстердам     |        | 0 : 4  |
|         |                |          | «Реал Мадрид», Мадрид |        | 2 : 6  |
|         |                |          | «Олимпик Лион», Лион  | 1 : 7  |        |
| 2012/13 | Лига чемпионов | 2Q       | «Лудогорец», Разград  | 1 : 1  | 3 : 2  |
|         |                | 3Q       | «Шериф», Тирасполь    | 1 : 0  | 4 : 0  |
|         |                | Плей-офф | «Марибор», Марибор    | 2 : 1  | 1 : 0  |
|         |                | Группа А | «Порту», Порту        | 0 : 2  |        |
|         |                |          | «Динамо», Киев        |        | 0 : 2  |
|         |                |          | ПСЖ, Париж            | 0 : 2  |        |
|         |                |          | ПСЖ, Париж            |        | 0 : 4  |
|         |                |          | «Порту», Порту        |        | 0 : 3  |
|         |                |          | «Динамо», Киев        | 1 : 1  |        |
| 2013/14 | Лига чемпионов | 2Q       | «Фола», Эш            | 5 : 0  | 1 : 0  |
|         |                | 3Q       | «Шериф», Тирасполь    | 1 : 0  | 3 : 0  |
|         |                | Плей-офф | «Аустрия», Вена       | 0 : 2  | 3 : 2  |

- Домашние игры выделены жирным шрифтом

## Текущий состав
| 1  | Хорватия                | Вр  | Даниел Загорац        | 1987 |  |  |  |  |  |
| 23 | Хорватия                | Вр  | Иван Филипович        | 1994 |  |  |  |  |  |
| 33 | Хорватия                | Вр  | Иван Невистич         | 1998 |  |  |  |  |  |
|    |                         |     |                       |      |  |  |  |  |  |
| 2  | Иран                    | Защ | Садег Мохаррами       | 1996 |  |  |  |  |  |
| 3  | Япония                  | Защ | Такуя Огивара         | 1999 |  |  |  |  |  |
| 4  | Испания                 | Защ | Рауль Торренте        | 2001 |  |  |  |  |  |
| 6  | Франция                 | Защ | Максим Бернауэр       | 1998 |  |  |  |  |  |
| 13 | Марокко                 | Защ | Сами Ммаэ             | 1996 |  |  |  |  |  |
| 14 | Испания                 | Защ | Хан Оливерас          | 2004 |  |  |  |  |  |
| 18 | Франция                 | Защ | Ронаэль Пьер-Габриэль | 1998 |  |  |  |  |  |
| 22 | Флаг Северной Македонии | Защ | Стефан Ристовский     | 1992 |  |  |  |  |  |
| 28 | Франция                 | Защ | Кевин Теофиль-Катрин  | 1989 |  |  |  |  |  |
| 35 | Хорватия                | Защ | Ноа Микич             | 2007 |  |  |  |  |  |
| 39 | Хорватия                | Защ | Мауро Перкович        | 2003 |  |  |  |  |  |
| 55 | Хорватия                | Защ | Дино Перич            | 1994 |  |  |  |  |  |

| 5  | Флаг Северной Македонии          | ПЗ  | Ариян Адеми (капитан) | 1991 |  |  |  |  |  |
| 7  | Хорватия                         | ПЗ  | Лука Стойкович        | 2003 |  |  |  |  |  |
| 8  | Хорватия                         | ПЗ  | Лукас Качавенда       | 2003 |  |  |  |  |  |
| 10 | Хорватия                         | ПЗ  | Мартин Батурина       | 2003 |  |  |  |  |  |
| 11 | Албания                          | ПЗ  | Арбер Ходжа           | 1998 |  |  |  |  |  |
| 25 | Хорватия                         | ПЗ  | Петар Сучич           | 2003 |  |  |  |  |  |
| 27 | Хорватия                         | ПЗ  | Йосип Мишич           | 1994 |  |  |  |  |  |
| 30 | Хорватия                         | ПЗ  | Марко Рог             | 1995 |  |  |  |  |  |
|    |                                  |     |                       |      |  |  |  |  |  |
| 9  | Хорватия                         | Нап | Бруно Петкович        | 1994 |  |  |  |  |  |
| 17 | Хорватия                         | Нап | Сандро Куленович      | 1999 |  |  |  |  |  |
| 19 | Колумбия                         | Нап | Хуан Кордоба          | 2003 |  |  |  |  |  |
| 20 | Хорватия                         | Нап | Марко Пьяца           | 1995 |  |  |  |  |  |
| 21 | Демократическая Республика Конго | Нап | Натанаэль Мбюкю       | 2002 |  |  |  |  |  |
| 77 | Хорватия                         | Нап | Дарио Шпикич          | 1999 |  |  |  |  |  |

## Экипировка
| Период             | Фирма   |
| ------------------ | ------- |
| середина 1970—1980 | Adidas  |
| 1980—1993          | Puma    |
| 1993—1994          | Umbro   |
| 1994—1998          | Lotto   |
| 1998—2000          | Umbro   |
| 2000—2001          | Adidas  |
| 2001—2007          | Umbro   |
| 2007—2011          | Diadora |
| 2011— 2017         | Puma    |
| 2017—2024          | Adidas  |
| 2024—н. в.         | Castore |

## Форма

### Домашняя
| 2016/17 | 2017/18 | 2018/19 | 2019/20 | 2020/21 | 2021/22 | 2022/23 | 2023/24 | 2024/25 | 2025/26 |

### Гостевая
| 2016/17 | 2017/18 | 2018/19 | 2020/21 | 2021/22 | 2022/23 | 2023/24 | 2024/25 | 2025/26 |

### Резервная
| 2017/18 | 2018/19 | 2019/20 | 2020/21 | 2022/23 | 2023/24 | 2024/25 |

Источники:,